# Skrædder
En skrædder er en håndværker som syr, tilpasser eller ændrer tøj.
Der findes dameskrædderi, herreskrædderi og teaterskrædderi.
Mange steder ligger der mange skræddere sammen. Det er et levn fra middelalderen, hvor håndværksrlaugene lå i samme bydel. Det berømteste eksempel er Savile Row i London med en stor del af de mest berømte skræddere. Fx Cad & the Dandy, Hardy Amies, Norton & Sons, Gieves & Hawkes, H. Huntsman & Sons og Henry Poole & Co.